# Marnix Lameire
Marnix Lameire, né le 3 mars 1955 à Knokke dans la province de Flandre-Orientale en Belgique, est un coureur cycliste belge. Professionnel de 1987 à 1992, il obtient 22 victoires au cours de sa carrière. Lors du Tour d'Espagne 1989, il remporte la première étape et porte le maillot de leader pendant une journée. 

## Palmarès
- 1982
  - Champion de Flandre-Occidentale
- 1987
  - 2e étape du Tour d'Aragon
  - Flèche côtière
  - Gullegem Koerse
  - Grote Prijs Gemeente Kortemark
  - 3e du Grand Prix de l'Escaut
- 1988
  - 2e étape du Tour des Amériques
  - 1re et 3e étapes du Tour de Burgos
  - Championnat des Flandres
  - 3e du Tour de Vendée
  - 3e de Bruxelles-Ingooigem
  - 3e de la Heusden Koers
  - 3e de Paris-Bruxelles
  - 4e de Paris-Tours
- 1989
  - 1re étape du Tour d'Espagne
  - 2e et 6e étapes du Tour d'Aragon
  - Circuit Escaut-Durme
  - 2e du Circuit de la région linière
  - 2e du Prix national de clôture
- 1990
  - Flèche côtière
  - Grand Prix Raf Jonckheere
- 1991
  - Grand Prix Marcel Kint
  - 3e de la Puivelde Koerse

## Résultats sur les grands tours

### Tour d'Espagne
1 participation
- 1989 : 141e, vainqueur de la 1re étape,  maillot jaune pendant un jour